# Нойдауэр, Лена
Лена Нойдауэр (нем. Lena Neudauer; род. 1984, Мюнхен) — немецкая скрипачка, музыкальный педагог.

## Биография
Начала играть на скрипке в три года. В 11 лет поступила в зальцбургский Моцартеум, училась у Томаса Цетмайра и Кристофа Поппена. Ценную помощь ей оказывали Феликс Андриевский, Ана Чумаченко, Мидори Гото, Нобуко Имаи, Сэйдзи Одзава.
Выступала с различными оркестрами Германии, Польши, Бельгии, Италии под руководством таких дирижёров, как Кристоф Поппен, Деннис Рассел Дэвис, Марис Янсонс и др.
С Филармоническим оркестром Немецкого радио под управлением испанского дирижёра Пабло Гонсалеса записала все сочинения для скрипки с оркестром Роберта Шумана.

## Репертуар
В репертуаре музыканта – скрипичные сочинения от Баха и Моцарта  до Холлигера и Канчели.

## Педагогическая деятельность
В 2010-2011 учебном году преподавала в Высшей музыкальной школе земли Саар (Саарбрюккен).

## Признание
Поощрительная премия Европейского культурного фонда  Pro Europa (2000), премии Моцарта, Рихарда Штрауса и другие награды.